# Wilczy humor
Wilczy humor – album studyjny rapera Bisza i producenta muzycznego Radexa. Wydawnictwo ukazało się 7 października 2016 roku nakładem wytwórni muzycznej Pchamytensyf w dystrybucji Agory. W dniu premiery materiał został udostępniony bezpłatnie w formie digital stream w serwisie Tidal.
Nagrania dotarły do 3. miejsca polskiej listy przebojów – OLiS. Album był promowany teledyskami do utworów „Potlacz!” i „Znak zapytania”.

## Lista utworów
Opracowano na podstawie materiału źródłowego.
1. „Grymas losu”
2. „Pogoń”
3. „Potlacz!” (gościnnie: Piotr Zioła)
4. „Nie mam głowy”
5. „Znak zapytania”
6. „Wilczy humor”
7. „Niesława”
8. „Drugi grymas losu”
9. „Nie obrażaj się” (gościnnie: Julia Wrede)
10. „Dorośli”
11. „Brudne buty”

## Twórcy
Opracowano na podstawie materiału źródłowego.

- Jarosław „Bisz” Jaruszewski – rap, słowa
- Adam Toczko – miksowanie, mastering
- Radek „Radex” Łukasiewicz – muzyka, produkcja muzyczna, miksowanie
- Marl Wasilewska – zdjęcia
- Jacek Kita – piano
- Katarzyna „Fryza” Księżopolska – oprawa graficzna
- Jorge Saxon – scratche